# Rhizopycnis vagum
Rhizopycnis vagum är en svampart som beskrevs av D.F. Farr 1998. Rhizopycnis vagum ingår i släktet Rhizopycnis, klassen Dothideomycetes, divisionen sporsäcksvampar och riket svampar.   Inga underarter finns listade i Catalogue of Life.